# Dōkyō
Dōkyō (jap. 道鏡; * um 700; † 772) war ein buddhistischer Mönch mit politischen Ambitionen in der japanischen Nara-Zeit.

## Hintergrund und erster Ruhm
Der aus dem Yuge-no-Muraji-Klan (einem niederen Adelszweig aus dem Geschlecht der Mononobe) stammende Yuge no Dōkyō (弓削 道鏡) begann sein Studium des Buddhismus unter dem Hossō-Meister Gien (義淵; 644–728) und wechselte später (um 748) zum Tōdai-ji unter Rōben (689–773). Doch Dōkyō soll dem städtischen Nara-Buddhismus den Rücken gekehrt und sich in das Katsuragi-Gebirge (葛城山) zurückgezogen haben, um sich dort der Praktizierung geheimer Rituale des esoterischen Buddhismus zu widmen. In dieser Zeit kam er in den Ruf, magische Kräfte erlangt zu haben und galt bald als berühmter Heiler.

## Dōkyō am Hof
Der an den angeblichen Zauberkräften des Buddhismus damals stark interessierte Kaiserhof wurde auf Dōkyō aufmerksam und so wurde er im Jahr 752 auf Geheiß der Kōken-tennō zum ersten Mal an den Hof bestellt. Zurück in Heijō-kyō erhielt er am Tōdai-ji eine Anstellung als „Heilungs-Meister“ (看病禅師, kambyō zenji).
Dōkyō begann schon bald, die Politik am Hof durch sein enges Verhältnis zur strenggläubig buddhistischen Kōken-tennō zu beeinflussen. Bereits im Jahr 754 riet er der Kōken-tennō, nur Buddhisten als Minister einzusetzen. Die wahre Macht am Hof lag zu dieser Zeit aber noch bei der Gemahlin des verstorbenen Shōmu-tennō, die Witwe Kōmyō-kōtaigō (光明皇太后; 701–760) und deren Neffen Fujiwara no Nakamaro (藤原 仲麻呂; 706–764).
758 dankte Kōken zugunsten von Prinz Ōi ab, dem Nakamaro seine Tochter zur Frau gegeben hatte und der nun als Junnin den Thron bestieg. Im Jahr 761 starb Kōmyō.
761 erkrankte Kōken im Hora-Palast in Ōmi schwer, 762 soll Dōkyō sie dann mittels astrologischer Riten geheilt haben. Dies brachte Dōkyō die höchsten Privilegien bei Kōken ein, deren private Gemächer er fortan frei aufsuchen durfte. Man geht davon aus, dass Kōken und Dōkyō seit dieser Zeit ein erotisches Verhältnis miteinander hatten. Kōken zog nach ihrer Gesundung wieder nach Heijō-kyō und nahm dort die politischen Geschäfte wieder in die Hand. Junnin dankte zwar noch nicht ab, ließ sich aber als Mönch ordinieren und zog sich in ein Kloster zurück, wo er fortan nur noch zeremonielle Funktionen ausüben sollte.
763 wurde Dōkyō zum Shōsōzu (小僧都; etwa: „Klein-Leiter“) des Sōgō (僧綱) berufen, einer Behörde buddhistischer Mönche bei Hofe, die den offiziellen Buddhismus vertrat und gleichzeitig regulierte. Er übernahm damit den Posten des Priesters Jikun, eines Günstlings von Nakamaro.
764 entschied sich Kōken dafür, die politische Macht wieder offen in die Hand zu nehmen, indem sie Junnin absetzte und ihm nur mehr rituelle Funktionen zugestand. In die Enge gedrängt reagierte Fujiwara no Nakamaro mit einer Rebellion gegen Kōken, die Ende 764 niedergeschlagen wurde. Nach Nakamaros Tod wurde Junnin ins Exil nach Awaji geschickt und Kōken bestieg den Thron zum zweiten Mal, diesmal unter dem Namen Shōtoku-tennō. An ihrer buddhistischen Gesinnung ließ sie keinen Zweifel aufkommen: Kurz nach Amtsantritt ließ sie eine Million winziger, tönerner Stupas (百万塔, hyakumantō) anfertigen, darin mit magischen Gebetsformeln (陀羅尼, darani) bedruckte Papierstreifen einfassen und in den Klöstern des Landes verteilen (ein Projekt, das Unmengen an Geld verschlang und erst im Jahre ihres Todes vollendet werden konnte).
765 wurde Dōkyō vom erst im Vorjahr angetretenen Amt des Daijin zenji (大臣禅師; etwa: „Priesterlicher Minister“) zum Dajō daijin zenji (太政大臣禅師; etwa: „Priesterlicher Groß-Minister“) befördert. Dajō daijin war ein vormals Mitgliedern der kaiserlichen Familie vorbehaltenes Amt. Dōkyōs Aufstieg in der höfischen Hierarchie fand schließlich im Jahr 766 seinen vorläufigen Höhepunkt, als er von Shōtoku zum Hō-ō (法王; „Dharma-König/-Meister“) ernannt wurde.
In dieser gehobenen Stellung bestimmte Dōkyō die Politik der Regierung. So besetzte er das Sōgō mit seinen eigenen Schülern, vergab hohe Regierungsposten an Verwandte seines Klans, veranlasste hohe Ausgaben für Bau und Reparatur von Tempeln (insbesondere der Kokubun-ji) und sorgte für eine rasant steigende Anzahl von Ordinationen. Zudem beschränkte er die Rechte an Grundeigentum für die Uji und erweiterte sie für manche Tempel.

## Ambitionen auf den Thron
Im Jahr 769 verkündeten Dōkyō und Shōtoku in der Hauptstadt Heijō-kyō, ein Orakel (託宣, takusen) im Usa Hachiman-gū (Hauptschrein des Gottes Hachiman in Usa auf Kyūshū) hätte prophezeit, das Land würde Frieden genießen, wenn Dōkyō Tennō werden würde. Dieses Orakel wurde durch den Vize-Gouverneur der Provinz Bizen, Nakatomi Suge no Asomaro (中臣 習宜 阿曾麻呂) überbracht. Shōtoku beauftragte den hochrangigen Hofbeamten Wake no Kiyomaro (和気 清麻呂; 733–99), den Usa Hachiman-gū aufzusuchen und den Orakelspruch zu bestätigen. Kiyomaro kehrte jedoch mit der Überlieferung eines gegenteiligen Orakelspruchs in die Hauptstadt zurück: Untertan und Herrscher seien von Anfang des Staates an verschieden gewesen, der Thron dürfe nur aufgrund Abstammung aus der Dynastie der Tennō vergeben werden.
Dōkyō zeigte sich ob dieser Durchkreuzung seiner Pläne erbost, ließ Kiyomaro nach Ōsumi verbannen und dessen ältere Schwester Hōkin, eine buddhistische Nonne, die den Orakelspruch Shōtoku persönlich überbrachte, in den Laienstand zurückversetzen und nach Higo verbannen. Diese Bestrafungen sollten jedoch nichts nützen: Als Shōtoku 770 starb, wurde Dōkyō selber umgehend durch die Fujiwara bei Hofe in die Verbannung nach Shimotsuke geschickt, wo er knapp zwei Jahre später starb und unter gewöhnlichen Riten beigesetzt wurde.

## Nachwirkungen und Bewertungen
Zeitnahe (und schon zu Dōkyōs Lebzeiten auf Anweisung des Kaiserhauses editierte) Geschichtsquellen, wie das Rikkokushi Shoku Nihongi, beschreiben Dōkyō extrem ungnädig: So werden seine Wundertätigkeiten (die zu seinen Aufgaben bei Hofe gehörten) als Schwindel abgetan und ihm sowie seinen Anhängern die Praktizierung des linkshändigen Tantrismus vorgeworfen (dies ein Seitenhieb auf Dōkyōs materialistischen Lebenswandel). Spätere Darstellungen charakterisieren ihn für gewöhnlich als Verführer, Usurpator und Umstürzler.
Aufwertung hingegen erfuhren, insbesondere durch das Kaiserhaus, Hachiman, der seit damals eine wesentlich stärkere Rolle im Tennō-Kult spielte, und Wake no Kiyomaro, der z. B. in der Shōwa-Zeit auf den 10-Yen-Banknoten abgebildet wurde.
Die Ereignisse um Dōkyōs Wirken waren noch viele Jahre nach seinem gescheiterten Versuch, Tennō zu werden, Anlass für diverse politische Entwicklungen. Zu den frühesten Reaktionen gehören die der Shōtoku auf den Thron folgenden Kōnin-tennō, der Wake no Kiyomaro rehabilitierte, die von Dōkyōs aus dem Sōgō abgesetzten Priester wieder einsetzte und sich darum bemühte, den zeitgenössischen Buddhismus unter die absolute Kontrolle des Staats zu bekommen.
Auch der Entschluss des Kammu-tennō, Heijō-kyō (und damit den Sitz des weiter einflussreichen buddhistischen Establishments) als Hauptstadt aufzugeben und mit dem Hof erst nach Nagaoka-kyō, dann nach Heian-kyō zu ziehen, dürfte von der Erfahrung der Macht des damaligen Buddhismus mit veranlasst worden seien.
Schließlich ist es auch sehr wahrscheinlich, dass es diese Ereignisse waren, die spätere Generationen der Tennō-Dynastie dazu veranlassten, bis auf wenige Ausnahmen Frauen die Thronbesteigung prinzipiell zu untersagen. Die nächsten (und vorerst auch letzten) Frauen auf dem Thron waren Meishō (r. 1629–1643) und Go-Sakuramachi (r. 1762–1771).